# Androctonus crassicauda
Androctonus crassicauda, även kallad svart tjocksvansskorpion, är en art inom släktet Androctonus och familjen Buthidae. Den är nära släkt med nordafrikansk tjocksvansskorpion. 

## Kännetecken
Denna skorpion är svart till det yttre och har en kraftig svans och gifttagg. Giftet är starkt och kan vara dödligt för en människa.

## Levnadssätt
Skorpionen livnär sig på ganska stora djur då den har starkt gift. Den äter insekter, mindre kräldjur och möss.